# Silvano Voltolina
 (août 2012).
Si vous disposez d'ouvrages ou d'articles de référence ou si vous connaissez des sites web de qualité traitant du thème abordé ici, merci de compléter l'article en donnant les références utiles à sa vérifiabilité et en les liant à la section « Notes et références ».
Silvano Voltolina est un acteur, pédagogue et metteur en scène italien né en 1972 à Ferrare. Il vit à Lyon depuis 2012 où il fonde sa compagnie SPINA.

## Biographie
Autodidacte, il commence en 1994 par l'écriture et la mise en scène de son premier spectacle  "Il Brodo".
En 1995 il intègre la Societas Raffaello Sanzio auprès Romeo Castellucci. 
Depuis 28 ans il participe aux projets de la SOCIETAS-Romeo Castellucci en tant qu'interprète notamment Oreste dans "Orestea-comedia organica (95)", Abel et Marie Curie dans "Genesi- Museum of the sleep" (98..), " Giulia Cesare", cycle "Tragedia endogonidia" - Bergen, Roma, Paris, Inferno. 
Il assistant à la mise en scène sur une quinzaine de productions majeures de " Genesi-Museum of the sleep (98) "à  "Bérénice" (2024), en passant par Buchettino, Il combattimento Di Tancredi & Clorinda, Tragédie endogonidia Marseille, Bergen, Paris, Roma, Cesena. 
Roméo Castelllucci lui confie la direction des chœur de figurants dans notamment Inferno, Giulio Cesare pezzi staccati, Sur le concept du voile du fils de Dieu, BROS, MA, Bérénice. 
Parallèlement il développe ses propres projets artistiques en tant que metteur en scène et pédagogue en France et en Italie au sein de La Nuova Complesso Camerata, Bobby Kent & Margot, Open et SPINA. 
En 2009, le TNB-Rennes produit sa mise en scène "MARX ( un Conte d'Hiver )" pour le festival Mettre en Scène. Il est régulièrement sollicité pour des créations in situ pour l'enfance au festival international de Santarcangelo dei Teatri avec "Arte per nulla" (2010)," MIO" (2012). 
Depuis 2012,  il est installé à Lyon où il a fondé SPINA. Création Théâtre & Arts visuels .
En 2018, il crée un spectacle tout et jeune public dès 8 ans  ID+/- (Quelques pas dans la vie d'Isadora, enfant) et la création in situ "Quel Mare che non esiste" (cette mer qui n'existe pas) une adaptation sauvage et itinérante de "La tempête" de Shakespeare au SPONZ Festival 2018 (It).
Il envisage la création FELLINI ROMANCE qui s'inspire de l'œuvre de Fellini à partir de ROMANCE FELLINI de Jean-Paul Manganrao (éditions POL)

## Metteur en scène
- 1994 : Il Brodo
- 1995 : création de la compagnie Bobby Kent Margot avec Filippo Timi (acteur) et Giacomo Strada (scénographe). Productions de Casa, Medea, Jenkins.

Depuis 2010, il s'associe au dramaturge et professeur de théorie de la danse Roberto Fratini Serafide pour concevoir les spectacles pour plateau qui auscultent la pensée et la vie de personnalités comme Marx et Strindberg dans une forme singulière et onirique : Marx (un Conte d'Hiver) et Indra (un Songe de Strindberg).
Dans son travail il collabore régulièrement avec des artistes visuels DEM, BLU, Ericailcane, Francesco Bocchini.
- 2010 : Marx (un conte d'hiver), festival Mettre en scène (Rennes), coproduction Théâtre national de Bretagne-Rennes, avec le soutien pour les résidences de création du Festival international Santarcangelo dei Teatri Santarcangelo et Teatro Comandini
- 2012 : Arte Per Nulla dédié à Federico Moroni. Création réalisée au Festival Santarcangelo Dei Teatri, avec la collaboration artistique de Francesco Bocchini e Institut Benjamin.
- 2013 : Indra (un songe de Strindberg)[2] avec le soutien aux résidences de création de Festival Premiers Actes (Alsace), Au Bout du Plongeoir (Ille-et-Vilaine), Réseau Lilas (Ille-et-Vilaine), Campement Dromesko (Ille-et-Vilaine)
- 2018 : ID +/- (Quelques pas dans la vie d'Isadora, enfant) [2] Production SPINA Co-Production Théâtre Nouvelle Génération-CDN de Lyon (Rhône), Théâtre Molière Sète, scène nationale de l'archipel de Thau (Hérault), Festival Puy de Mômes - Ville de Cournon d'Auvergne (Puy-de-Dôme) partenaires de production Espace Malraux, Scène nationale de Chambéry et de Savoie (73) , RAMDAM-UN CENTRE D'ART (Rhône), Imperfetto Gallery (it), Con il patricinio del Comune di Comacchio (it) avec le soutien financier et matériel du mécène SIDERMEC-Spa-Gatteo (It)

## Comédien et collaborateur artistique
Depuis 1995, il est l'un des piliers de la Societas, auprès de Romeo Castellucci. Il travaille régulièrement sur une quinzaine de  productions de la compagnie italienne : Orestea, Giulio Cesare, Genesi-from the museum of the sleep, sur les cycles de la Tragedia endogonidia, Inferno, Sur le concept du visage du fils de Dieu ; Uso Umano di Essere Umano, Giulio Cesare -Pezzi staccati. Il travaille de 1996 à 2007 sur les territoires de la Sardaigne, la Sicile avec Nuova Complesso Camerata avec les spectacles Verdi et Passanta).
- 2001 : cofondation du collectif de performance Open avec la chorégraphe Cristina Rizzo.
- 2006 : collaboration, à Rennes, avec des artistes comme la chorégraphe Katja Fleig et le marionnettiste Renaud Herbin.